# Kościół Matki Bożej Różańcowej w Szerzynach
Kościół Matki Bożej Różańcowej – rzymskokatolicki kościół parafialny należący do dekanatu Ołpiny diecezji tarnowskiej.
Jest to świątynia wzniesiona w latach 1927-1928 według projektu architekta Stanisława Majerskiego, pod nadzorem budowniczego Franciszka Boratyńskiego. Budowla została konsekrowana w 1929 roku przez biskupa pomocniczego tarnowskiego Edwarda Komara. 
Kościół został zbudowany w stylu eklektycznym, jest to budowla murowana, wzniesiona z cegły z dodatkiem kamienia. Świątynia trzynawowa, halowa, posiada krótkie prezbiterium zamknięte trójbocznie, z którego lewej i prawej strony są umieszczone dwie symetryczne dobudówki, w których znajdują się zakrystia i składzik. Przy nawie od frontu znajduje się wieża z dwiema kruchtami z lewej i prawej strony. Na zewnątrz świątynia opięta jest uskokowymi szkarpami. Elewacje boczne posiadają małe ryzality i są zwieńczone szczytami falistymi. Wieża jest częściowo wtopiona w fasadę kościoła i nakryta jest ostrosłupowym dachem hełmowym. Budowlę nakrywają dachy dwuspadowe i pulpitowe, na dachach znajduje się wieżyczka na sygnaturkę z latarnią. Wnętrze nakryte jest sklepieniami krzyżowymi opartymi na gurtach i podpartymi kwadratowymi filarami międzynawowymi. Nawa główna otwiera się do naw bocznych półkolistymi arkadami. Polichromia wnętrza o charakterze figuralnym i ornamentalnym, została namalowana w 1945 roku przez artystę Stanisława Szmuca.

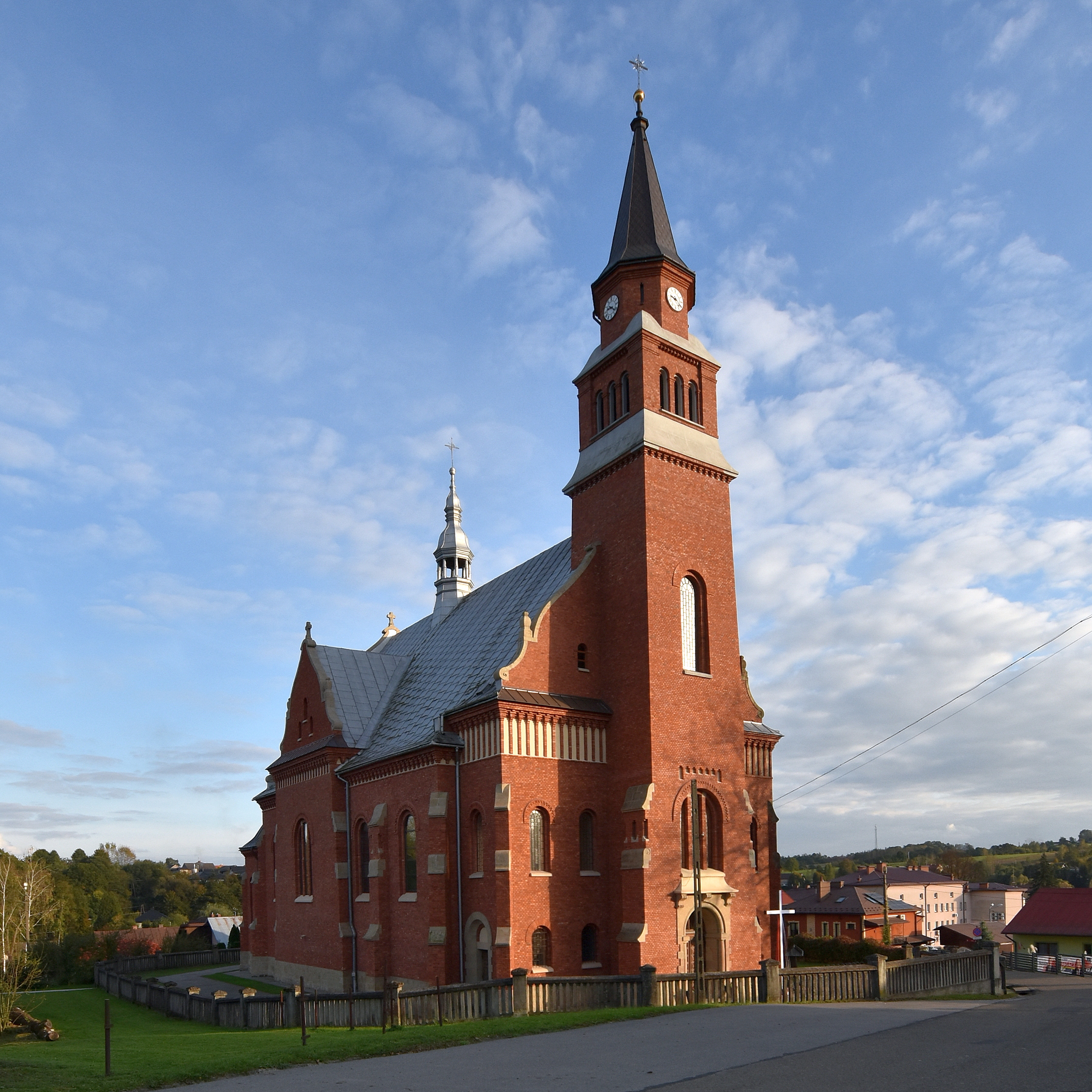
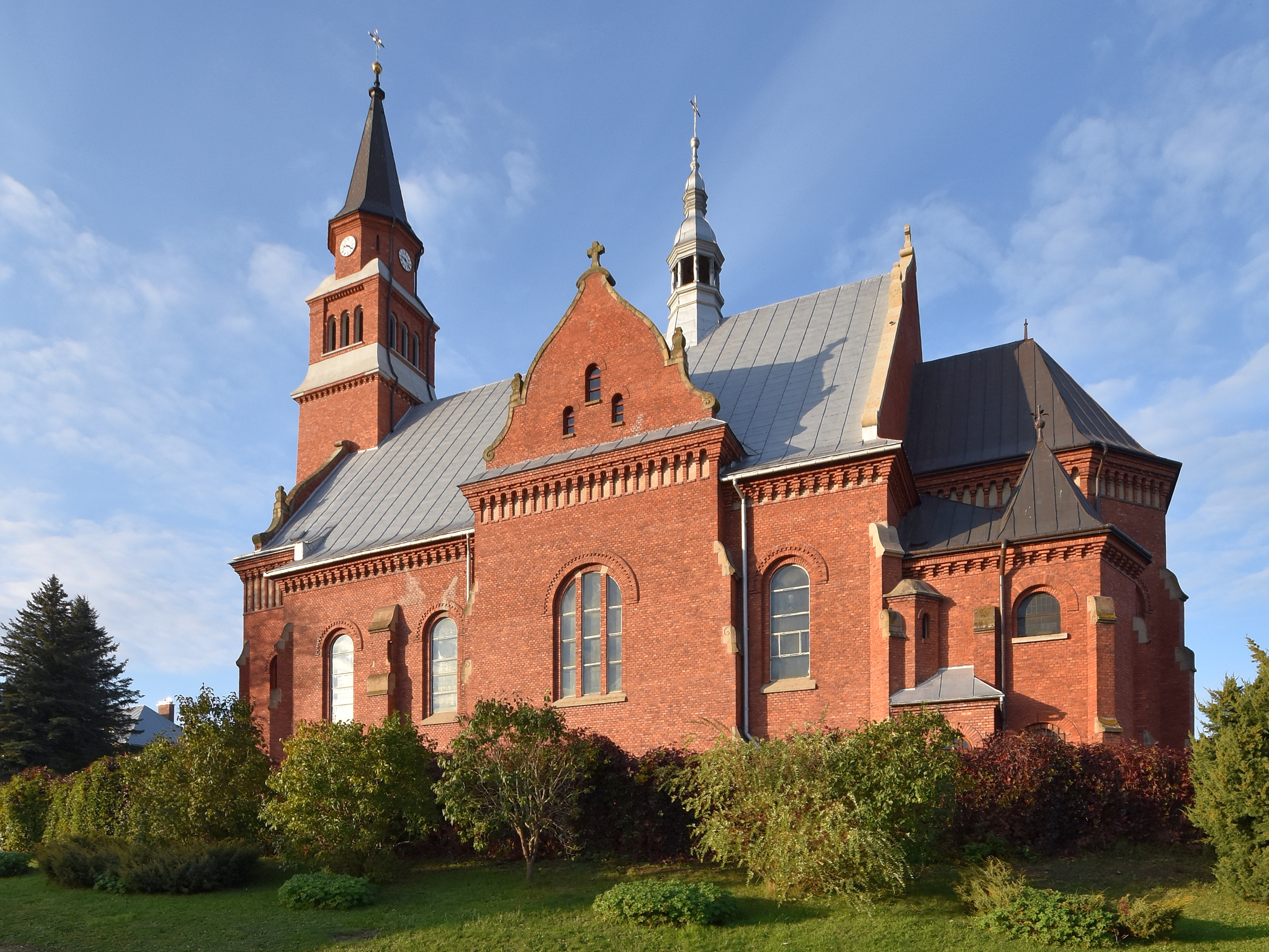
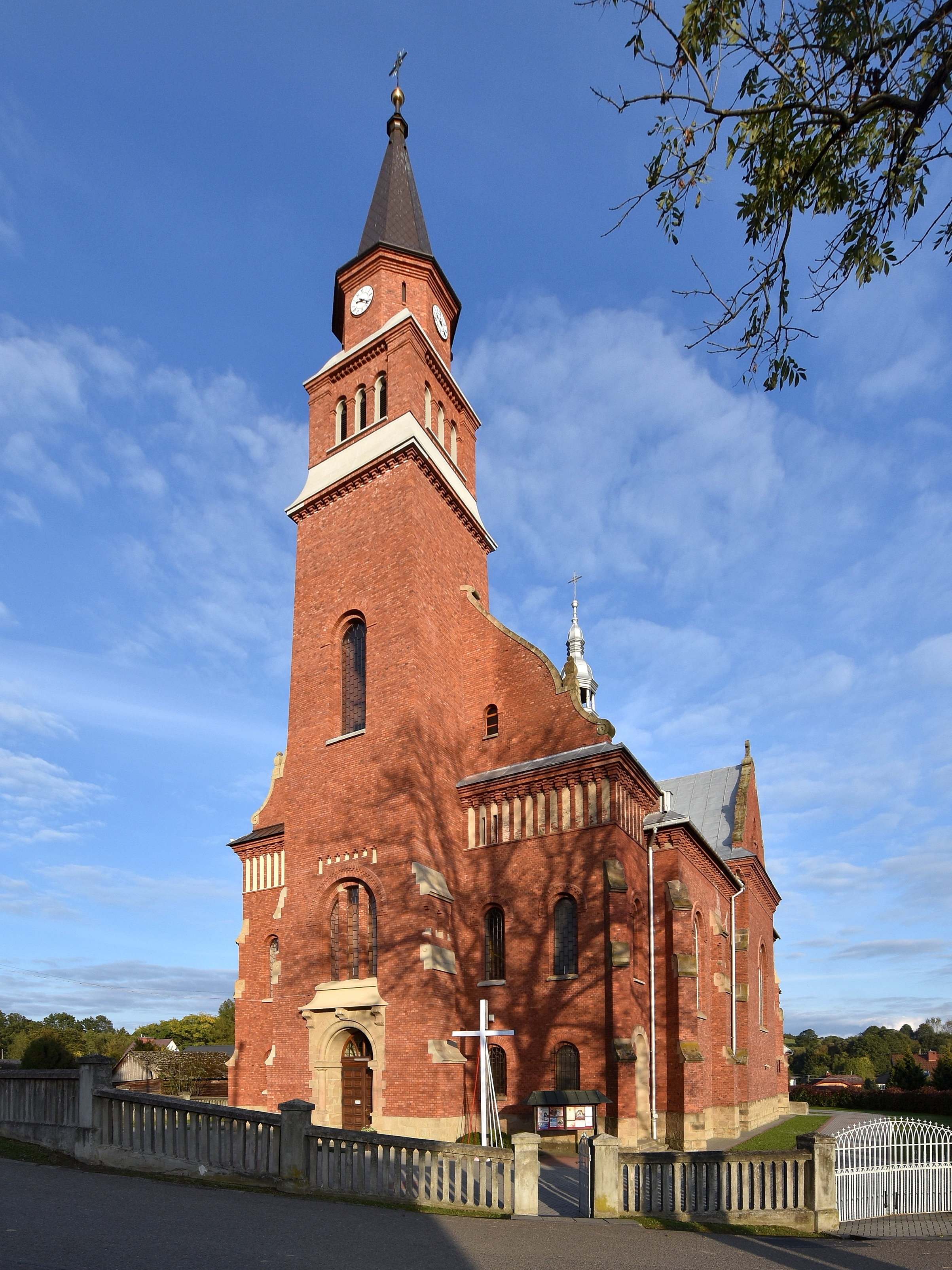